# Matej Lavrenčič
Matej Lavrenčič, slovenski posestnik in politik * 12. marec 1836, Vrhpolje, Vipava † 3. september 1897, Vrhpolje.
Kot poslanec katoliške stranke je od leta 1874 do 1897 v kuriji slovenskega veleposestva v kranjskem deželnem zboru zastopal kmečki okraj Vipava-Idrija. V deželnem zboru se je zavzemal za potrebe svojega volilnega okraja, zlasti za gospodarski razvoj, za ločitev Vrhpolja od vipavske občine, za gradnjo in obnovo cest, za uravnavo vipavskih voda in za gradnjo vodovodov. Zavzel se je tudi za sadjarsko in vinarsko šolo na Slapu ter protestiral proti njeni premestitvi na Dolenjsko. Vložil je tudi resolucijo za razdelitev vipavskih travnih pašnikov in gozdov, se zavzemal za prepoved lova po vinogradih in za gradnjo železniške proge iz Vipavske doline do Postojne.